# Marcelo Herrera
Marcelo Hugo Herrera (San Salvador de Jujuy, Argentina, 5 de octubre de 1966), conocido deportivamente como Popeye, es un exfutbolista y entrenador argentino. Desde el 25 de marzo de 2019, es el entrenador de Gimnasia y Esgrima (Jujuy).

## Trayectoria
Marcelo Herrera creció en la ciudad de San Salvador de Jujuy. Desde muy temprana edad su vida giró en torno al fútbol. Se formó en las divisiones inferiores del Gimnasia y Esgrima de la ciudad de Jujuy, jugó hasta 1992, para luego ser transferido a Gimnasia y Tiro de Salta para jugar en el torneo Nacional B. Equipo con el que ascendió a Primera División en 1993.

### Como futbolista
Su debut en la Primera División de Argentina se produjo el 19 de septiembre de 1993 en el partido entre Gimnasia y Tiro de Salta contra Banfield, el cual terminó en derrota de 2-1. Se desempeñaba como medio centro y destacó por su entrega, disciplina táctica y polifuncionalidad. Agresivo en defensa, era un excelente cabeceador a balón parado y líder en los equipos donde jugó.
En 1994 recaló en el Vélez Sarsfield, a petición expresa del técnico argentino Carlos Bianchi. En este equipo permaneció tres temporadas y ganó la Copa Intercontinental de ese año, tras vencer al A.C. Milan de Italia con marcador de 2-0. También se hizo con el histórico bicampeonato de la temporada 1995-96 al coronarse en los torneos de Apertura y Clausura. En este último certamen fue el máximo anotador de su equipo junto a Patricio Camps, con siete goles cada uno. En el ámbito del continente salió campeón de la Supercopa Sudamericana 1996 y de la Recopa Sudamericana 1997.
Firmó con Gimnasia y Esgrima de Jujuy y al año siguiente salió de Argentina para incorporarse al Miami Fusion de Estados Unidos. Cosechó cinco tantos en diecisiete juegos disputados y poco después volvió a su país natal. Entre 1998 y 1999 estuvo en los clubes de Belgrano y Platense, respectivamente, sin mucho protagonismo.
En el año 1999 regresó a Gimnasia y Esgrima de Jujuy para jugar hasta su retiro del fútbol profesional en 2001.

### Como entrenador

#### C.A. Vélez Sarsfield
El 7 de diciembre de 2007, Herrera fue presentado en conferencia de prensa en el club Vélez Sarsfield, junto a Carlos Compagnucci como los ayudantes de campo del entrenador Hugo Tocalli. Debutó oficialmente en el banquillo el 9 de febrero de 2008, por la primera jornada del Torneo de Clausura. En esa oportunidad, su conjunto dirigido enfrentó a Colón de Santa Fe en el Estadio José Amalfitani y el marcador acabó en victoria con cifras de 4-3. Una vez finalizadas las diecinueve fechas el 22 de junio, su club registró nueve victorias, cinco empates y la misma cantidad en derrotas, para un 56% de rendimiento. Con esto quedó en el quinto lugar de la tabla.

#### L.D. Alajuelense
Tomó el oficio de primer entrenador a partir del 1 de julio de 2008, cuando fue presentado en la Liga Deportiva Alajuelense de la Primera División de Costa Rica, llegando como reemplazo de Luis Diego Arnáez. Su inicio lo tuvo el 3 de agosto, correspondiente a la fecha inaugural del Campeonato de Invierno, teniendo como adversario al conjunto del Herediano en el Estadio Rosabal Cordero. El marcador terminó en triunfo con cifras de 1-3, con doblete de su dirigido Pablo Nassar y un gol de Cristian Oviedo. Al término de la fase de clasificación, su club alcanzó el liderato del grupo B, mediante dieciséis encuentros disputados, siete de ellos ganados, seis empates y tres derrotas, para un total de 27 puntos. El 7 de diciembre fue la semifinal de ida ante San Carlos en condición de visitante, donde su conjunto perdió este partido 2-1. Para la vuelta desarrollada una semana después, los liguistas remontarían la serie mediante el triunfo de 3-1, para obtener el resultado agregado de 4-3, avanzando a la última instancia. El 17 de diciembre se efectuó la final de ida en el Estadio Morera Soto, de clásico contra el Deportivo Saprissa. Su grupo terminó este juego con la victoria de 2-0. Sin embargo, esta ventaja la desaprovechó el 20 de diciembre en el Estadio Ricardo Saprissa, escenario en el que registró la derrota de 3-0, saliendo subcampeón de la competencia.
En su segunda experiencia como director técnico rojinegro, su rendimiento bajó considerablemente para el Campeonato de Verano 2009, habiendo dirigido dieciséis partidos, ganado solamente tres, con cuatro empates y nueve derrotas. A finales de abril quedó fuera del equipo por malos resultados, y su cargo fue reemplazado por el brasileño Marco Octavio de Cerqueira.

#### Club Real Potosí
El 12 de febrero de 2010, se hizo oficial su fichaje por el Real Potosí de Bolivia ante la destitución del director técnico Sergio Apaza, a causa de la eliminación que obtuvo el equipo en la fase preliminar de la Copa Libertadores, tras perder por goleada 1-8 en el global ante el Cruzeiro brasileño. Empezó el 7 de marzo en la primera fecha del Torneo de Apertura 2010, como visitante en el Estadio Hernando Siles frente a La Paz. Debutó de buena manera con la victoria 0-1. Su último juego dirigido fue el 31 de marzo, en el triunfo de 2-1 sobre el Real Mamoré. Días anteriores, la dirigencia le había despedido pero revirtió la decisión, dejándole a Herrera la oportunidad de continuar. No obstante, el 2 de abril presentó su renuncia de manera formal luego de haber tenido seis compromisos disputados, con tres ganancias y la misma cantidad en derrotas.

#### Pérez Zeledón
A mediados de 2010, Marcelo regresó a Costa Rica para asumir el puesto del Pérez Zeledón, en la máxima categoría de ese país. El 6 de septiembre debutó en el banquillo generaleño, por la séptima jornada del Campeonato de Invierno contra el Cartaginés en el Estadio Municipal, partido que terminaría en derrota con cifras de 1-2. Herrera clasificó a su equipo a la etapa de los cuartos de final, y enfrentó a su anterior club, el Alajuelense en esta serie. La ida se realizó el 13 de noviembre como local y el empate a dos tantos prevaleció al término del tiempo regular. Posteriormente, la vuelta se llevó a cabo el 21 de noviembre en el Estadio Morera Soto, cuyo resultado culminó con la eliminación de su grupo a causa de la derrota con goleada 4-1. Poco después, el estratega abandonó su cargo.

#### C.A. Boca Juniors
Debido a la no renovación del entrenador Julio César Falcioni, el 17 de diciembre de 2012 se llegó a un acuerdo para la incorporación del director técnico Carlos Bianchi, quien eligió a Herrera como uno de sus asistentes. El primer partido oficial, que también marcó su debut a La Bombonera, se produce el 9 de febrero de 2013 con un triunfo de Boca 3-2 sobre el Quilmes, dando vuelta un resultado que comenzó siendo adverso. Luego su equipo no sumaría victorias por los siguientes doce partidos, y terminaría en el decimonoveno lugar de la tabla, a un punto de Unión en el Torneo Final. A pesar del mal andar en el certamen, el club xeneize, al mando de Bianchi y Herrera, lograría ubicarse entre los ocho mejores equipos del continente, al alcanzar los cuartos de final de la Copa Libertadores al vencer en el duelo correspondiente a los octavos de final al Corinthians brasileño, por el marcador de 1-0 y lograr un valioso empate en la vuelta, en condición de visitante. Pese a eliminar al candidato más fuerte que tenía la competición en aquel momento, el equipo de la ribera no podría avanzar a semifinales ya que caería contra Newell's Old Boys en la tanda de penales tras los resultados de ida y vuelta que terminaron sin anotaciones.
Pese a haber sido un semestre sin títulos y el hecho de haber salido en una posición inusual, el estratega Carlos Bianchi y su asistente Marcelo Herrera continuaron en sus cargos contando con el unánime apoyo popular del público Xeneize, comenzando así un semestre donde tendría una sola competencia, el Torneo Inicial 2013, en el cual sus dirigidos no serían campeones y acabarían el torneo en la séptima posición, cerrando así la primera mitad de la temporada y preparándose para afrontar una nueva competencia.
En el Torneo Final 2014, el club finalizó en la segunda colocación, por debajo de River Plate. Debido a la buena campaña obtuvo un boleto para la próxima Copa Sudamericana 2014, y acabó segundo en la tabla general del Campeonato de Primera División 2013-14.
El 28 de agosto de 2014, luego de tres derrotas y una victoria ajustada, Bianchi y Herrera fueron despedidos por decisión unánime de la Comisión Directiva.

#### Selección Sub-17 de Costa Rica
Regresó una vez más a territorio costarricense para encargarse de las selecciones menores de ese país. Fue presentado oficialmente el 31 de octubre de 2014 por el presidente de la federación Eduardo Li. Además, firmó para asumir el rol de técnico en el combinado Sub-17 a partir de enero de 2015.
El 31 de enero de 2015, el entrenador anunció el llamado de sus jugadores para hacer frente a la edición XLI de la Copa del Atlántico, tradicionalmente llevada a cabo en la Gran Canaria de España. El 3 de febrero se dio el primer partido ante el combinado español, el cual acabó en pérdida de 3-0. De igual manera, el segundo juego culminó en derrota, siendo esta vez con marcador de 2-0 contra Portugal. El último cotejo finalizó en empate a dos tantos, frente a la Selección de Canarias en el Estadio Alfonso Silva. De acuerdo con los resultados obtenidos por su país, los costarricenses finalizaron en el cuarto puesto del torneo.
Bajo la dirección técnica del argentino Herrera, la categoría costarricense enfrentó el Campeonato Sub-17 de la Concacaf de 2015, competencia que se realizó en territorio hondureño. El 28 de febrero fue la primera fecha contra Santa Lucía en el Estadio Olímpico Metropolitano. Mediante los dobletes de sus dirigidos Andy Reyes y Kevin Masis, su equipo triunfó con cifras de goleada 0-4. La segunda jornada del torneo del área se efectuó el 3 de marzo ante Canadá, en el mismo escenario deportivo. El marcador concluyó en pérdida de 2-3. Tres días después su selección volvería a ganar, siendo esta vez con resultado de 4-1 sobre Haití. El 9 de marzo se dio un triunfo 2-0 contra Panamá y tres días posteriores el empate a un tanto frente al combinado de México. Con este rendimiento, los costarricenses se ubicaron en la zona de repechaje y el 15 de marzo se llevó a cabo el compromiso por esta definición en el Estadio Francisco Morazán, donde su conjunto tuvo como adversario a Canadá. La victoria de 3-0 adjudicó la clasificación de su selección al Mundial Sub-17 que tomaría lugar ese mismo año.
Marcelo dio la lista de convocados para el Campeonato Mundial de 2015, desarrollado en Chile, el 30 de septiembre. Anteriormente, su grupo enfrentó partidos amistosos contra conjuntos argentinos y el 6 de agosto se dio a conocer que estaría en el grupo E. El primer encuentro se realizó el 19 de octubre en el Estadio Municipal de Concepción frente a Sudáfrica; sus dirigidos Kevin Masis y Andy Reyes anotaron para el triunfo de 2-1. Tres días después, su selección tuvo el segundo cotejo contra Rusia en el mismo escenario deportivo; el empate a un gol prevaleció hasta el final. El 25 de octubre fue el último partido de la fase de grupos ante Corea del Norte en el Estadio Regional de Chinquihue; el marcador fue con derrota de 1-2. Según los resultados obtenidos en esta etapa, la Tricolor alcanzó el segundo lugar con 4 puntos y con esto, el pase a la ronda eliminatoria. El 29 de octubre se efectuó el juego de los octavos de final de la competencia, donde los Ticos enfrentaron a Francia. La igualdad sin anotaciones provocó que esta serie se llevara a los lanzamientos desde el punto de penal, en los cuales el 3-5 favoreció a los costarricenses, y logrando así su primera clasificación a cuartos de final desde que se estableció el actual formato. El 2 de noviembre se llevó a cabo el encuentro contra Bélgica, en el que su combinado perdió con marcador de 1-0, quedando eliminado.

#### Selección Sub-20 de Costa Rica
Desde el 19 de enero de 2016, el entrenador dejó su puesto de la Sub-17 a Breansse Camacho y empezó a trabajar con la Selección Sub-20 para disputar una serie de amistosos en España. El 21 de marzo fue el primer encuentro ante el Marbella F.C. en el Estadio José Burgos. El marcador fue de victoria 5-0, con goles de sus dirigidos Ariel Zapata, John Lara, Marvin Loría y Jimmy Marín, quien hizo doblete. Dos días después, los costarricenses efectuaron su segundo compromiso, teniendo como adversario el combinado de Catar en el Estadio La Cala en Málaga. En esta ocasión, el resultado concluyó con la derrota de 2-0. El 24 de marzo se desarrolló el tercer cotejo frente al Estepona, partido en el cual su conjunto triunfó con marcador de 2-0. Tres días posteriores, su selección salió con una pérdida de 1-0 contra el Þróttur Reykjavík de Islandia. El 28 de marzo fue el último juego, en la goleada de 6-1 sobre el filial del Málaga. Los dobletes de Marvin Loría y de Shuander Zúñiga, sumado a las otras anotaciones de Flavio Fonseca y Kevin Masís, fueron los que marcaron la diferencia en el resultado. Con esto los Ticos finalizaron su preparación en territorio español.
El 3 de mayo de 2016, Herrera dirigió a los Ticos en la derrota de 1-3 frente a Honduras, en el Complejo Deportivo Fedefutbol-Plycem. Dos días después fue el segundo compromiso, de nuevo contra los hondureños. El resultado fue de igualdad a dos tantos.
El 27 de junio de 2016, la escuadra Sub-20 costarricense viajó a Estados Unidos para llevar a cabo la participación en una cuadrangular en Carson, California. Dos días después se desarrolló el primer compromiso frente los estadounidenses en el Glenn "Mooch" Myernick Field, el cual fue de pérdida 2-0. El 1 de julio se efectuó el partido ante Japón que culminó en derrota de 3-0. En el último encuentro contra Panamá, el empate sin anotaciones definió el cotejo. En la tabla de posiciones, los costarricenses quedaron en el último sitio con solo un punto.
El entrenador realizó los llamados de los jugadores para los entrenamientos de cara a la edición XXXIII del Torneo Internacional COTIF, en Valencia, España. En el partido de inauguración de la competencia, el 24 de julio de 2016 contra el conjunto de México, las dos escuadras de la misma confederación mostraron conservadurismo en su juego, lo que influyó en el marcador para que terminara empatado sin anotaciones. Tres días después, su grupo tenía como rival a Marruecos. Sin embargo, por incomparecencia de los marroquíes, estos debieron retirarse del evento deportivo y el reglamento favoreció a los costarricenses en otorgarles la victoria de 3-0. Como reposición del juego, la Tricolor tuvo como adversario al colegio Salesiano Don Bosco de Valencia en un enfrentamiento de carácter amistoso. Sus dirigidos Luis Hernández y Gerson Torres anotaron para el triunfo de 2-0. En el tercer encuentro realizado el 30 de julio, su selección hizo frente a Argentina, donde el resultado finalizó en pérdida de 1-0. El último cotejo se disputó el 1 de agosto contra Catar, en el que los desaciertos en los pases de los dos países repercutieron en el buen accionar del partido. Una nueva pérdida de 2-0 dejó a los costarricenses fuera de la zona de semifinales, tras obtener la ubicación en el cuarto puesto del grupo B con cuatro puntos. Una vez terminada la competencia, Marcelo llevó a los seleccionados a Madrid para entrenar en el Complejo Deportivo Valdebebas, campo de concentración del equipo Real Madrid. Fueron recibidos por el guardameta Keylor Navas y tuvieron dos amistosos ante el Deni FC de Alicante y Venezuela, juegos que concluyeron con victoria de 2-1 y derrota de 1-0, respectivamente.
El 11 de agosto de 2016, el director técnico volvió a estar presente en el fogueo internacional contra el combinado de Japón, como parte de la gira en el continente asiático. El resultado fue de 1-0 a favor de los costarricenses, con gol de su dirigido Brayan Rojas al minuto 14'. Un día después se desarrolló el segundo partido, ante Eslovaquia en el Shizuoka Ashitaka Athletic Stadium, de territorio japonés. Su conjunto perdió con cifras de 2-0. El último cotejo se desarrolló el 14 de agosto en el Estadio Ecopa frente a la escuadra de Japón, con la particularidad del rival al poseer seleccionados de la ciudad de Shizuoka. No obstante, la Tricolor registró una nueva derrota, con marcador de 1-0. El 22 de agosto, la Federación Costarricense de Fútbol anunció dos nuevos amistosos más en condición de local, específicamente en el Complejo Deportivo Fedefutbol-Plycem contra Canadá. El primero de ellos se efectuó el 1 de septiembre, donde terminó con la victoria de 2-1. Dos días después, el director técnico varió la nómina que utilizó ante los canadienses, para añadir la incorporación de nuevos jugadores en el segundo cotejo, y sus dirigidos Alonso Martínez y Andy Reyes marcaron los tantos para el triunfo de 2-0.
El 19 de diciembre de 2016, Herrera dirigió el amistoso ante Estados Unidos, de local en el Complejo Deportivo Fedefútbol-Plycem. El partido finalizó en igualdad sin anotaciones.
La primera convocatoria del combinado Sub-20 tuvo lugar el 30 de enero de 2017, en la cual se dio a conocer la nómina de 30 jugadores de cara a los encuentros amistosos en territorio hondureño. El primer encuentro se realizó el día siguiente en el Estadio Carlos Miranda de Comayagua, donde su selección enfrentó al conjunto de Honduras. En esa oportunidad, el resultado acabó en derrota de 3-2. El 3 de febrero fue el segundo compromiso, de nuevo contra los catrachos en el mismo escenario deportivo. El marcador definió la pérdida de 2-0.
El representativo costarricense Sub-20, para el Campeonato de la Concacaf de 2017, se definió oficialmente el 10 de febrero. El primer partido fue el 19 de febrero en el Estadio Ricardo Saprissa, donde su combinado enfrentó a El Salvador. El resultado concluyó con la derrota inesperada de 0-1. La primera victoria de su grupo fue obtenida tres días después en el Estadio Nacional, con marcador de 1-0 sobre Trinidad y Tobago, y el anotador fue su dirigido Randall Leal por medio de un tiro libre. El 25 de febrero, en el mismo escenario deportivo, la escuadra costarricense selló la clasificación a la siguiente ronda como segundo lugar tras vencer con cifras de 2-1 a Bermudas. El 1 de marzo, su conjunto perdió 2-1 contra Honduras, y dos días después empató a un tanto frente a Panamá. Con este rendimiento, la selección de Costa Rica quedó en el segundo puesto con solo un punto, el cual fue suficiente para el avance a la Copa Mundial que tomaría lugar en Corea del Sur.
Durante la conferencia de prensa dada por el entrenador, el 28 de abril, se hizo oficial el anuncio de los 21 futbolistas que tendrían participación en la Copa Mundial Sub-20 de 2017 con sede en Corea del Sur.
Previo al certamen, su nación representada realizó encuentros amistosos en territorio surcoreano. El primero de ellos se efectuó el 9 de mayo contra Arabia Saudita en el Estadio Uijeongbu, donde los goles de sus dirigidos Jonathan Martínez y Jimmy Marín fueron fundamentales en la victoria con cifras de 2-0. En el mismo escenario deportivo tuvo lugar el segundo cotejo, dos días después, de nuevo frente a los sauditas. En esta oportunidad, el entrenador varió completamente su nómina y su conjunto volvió a ganar, de manera ajustada 1-0 con anotación de Jostin Daly. El último fogueo fue el 15 de mayo ante Sudáfrica en el Eden Complex. Su escuadra obtuvo su único revés por la derrota de 1-2.
El compromiso que dio inicio con la competición para la Tricolor fue ejecutado el 21 de mayo en el Estadio Mundialista de Jeju, donde tuvo como contrincante a Irán. El marcador concluyó en la derrota inesperada de 1-0. En el mismo recinto deportivo se disputó el segundo juego contra Portugal, esto tres días después. Aunque su escuadra empezó con un marcador adverso, su dirigido Jimmy Marín logró igualar las cifras, mediante un penal, para el empate definitivo a un tanto. La primera victoria para su grupo fue el 27 de mayo ante Zambia en el Estadio de Cheonan, de manera ajustada con resultado de 1-0 cuyo anotador fue Jostin Daly. El rendimiento mostrado por los costarricenses les permitió avanzar a la siguiente fase como mejor tercero del grupo C con cuatro puntos. El 31 de mayo fue el partido de los octavos de final frente a Inglaterra, en el Estadio Mundialista de Jeonju. Para este cotejo, su equipo se vería superado con cifras de 2-1, insuficientes para trascender a la otra instancia.

#### Selección Sub-21 de Costa Rica
El 29 de noviembre de 2017, Herrera entregó la lista de dieciocho convocados para enfrentar el torneo de fútbol masculino de los Juegos Centroamericanos, cuya sede fue en Managua, Nicaragua, con el representativo de Costa Rica Sub-21. Sus dirigidos superaron la fase de grupos como líderes con cuatro puntos tras derrotar a Panamá (1-0) y empatar contra El Salvador (0-0). Ganó en semifinales de forma ajustada 1-0 sobre el anfitrión Nicaragua, pero cayó con el mismo marcador en la final frente a Honduras, quedándose con la medalla de plata de la competencia.
El 6 de julio de 2018, anunció el llamado de la selección Sub-21 para conformar la nómina que le haría frente al torneo de fútbol de los Juegos Centroamericanos y del Caribe. El 20 de julio fue su inicio en el certamen, con derrota 1-0 contra Colombia. Dos días después, reivindicó a la escuadra costarricense con la victoria ajustada por 3-2 frente a Trinidad y Tobago, pero el 24 de julio su selección quedó eliminada en fase de grupos tras el revés por 1-2 ante Honduras.

#### Selección Olímpica de Costa Rica
El 15 de febrero de 2018, en conferencia de prensa, Herrera fue designado entrenador de la Selección Olímpica de Costa Rica con miras a los Juegos de Tokio 2020.

#### C.A. Gimnasia y Esgrima (Jujuy)
El 25 de marzo de 2019, Popeye Herrera se hará cargo del primer equipo del Lobo jujeño, que disputará su próximo encuentro el 1 de abril en la provincia de Bs. As. Ante Platense. El domingo primero de marzo de 2020 fue despedido de su cargo

## Clubes

### Como jugador
| Club                        | País                | Año         | Partidos | Goles |
| --------------------------- | ------------------- | ----------- | -------- | ----- |
| Gimnasia y Tiro (Salta)     | Argentina           | 1993 - 1994 | 77       | 11    |
| Vélez Sarsfield             | Argentina           | 1994 - 1997 | 85       | 15    |
| Gimnasia y Esgrima de Jujuy | Argentina           | 1997        | 16       | 4     |
| Miami Fusion F.C.           | Estados Unidos      | 1998        | 17       | 5     |
| Club Atlético Belgrano      | Argentina           | 1998        | 18       | 1     |
| Platense                    | Argentina           | 1999        | 6        | 1     |
| Gimnasia y Esgrima de Jujuy | Argentina           | 1999 - 2001 | 51       | 3     |
| Total en su carrera         | Total en su carrera | 1993 - 2001 | 270      | 40    |

Fue convocado para el 12/10/1997 frente a Uruguay por la fecha 15 y en la ronda del día 16/11/1997 por la última fecha frente a Colombia [Jornada 16] de la Eliminatoria para Francia 1998 por Daniel Alberto Passarella usando la camiseta número (17) y luego en el primer partido del primer ciclo de Marcelo Alberto Bielsa frente a Venezuela el 03/02/1999 con el dorsal (21).

### Como entrenador
|  |  | Club                                 |  | País       | Año         |
|  |  | ------------------------------------ |  | ---------- | ----------- |
|  |  | Gimnasia y Tiro (Salta)              |  | Argentina  | 2001        |
|  |  | Vélez Sarsfield (Segundo entrenador) |  | Argentina  | 2007 - 2008 |
|  |  | Alajuelense                          |  | Costa Rica | 2008 - 2009 |
|  |  | Real Potosí                          |  | Bolivia    | 2010        |
|  |  | Pérez Zeledón                        |  | Costa Rica | 2010        |
|  |  | Boca Juniors (Segundo entrenador)    |  | Argentina  | 2013 - 2014 |
|  |  | Selección Sub-17 de Costa Rica       |  | Costa Rica | 2015        |
|  |  | Selección Sub-20 de Costa Rica       |  | Costa Rica | 2016 - 2017 |
|  |  | Selección Sub-21 de Costa Rica       |  | Costa Rica | 2017 - 2018 |
|  |  | Selección Olímpica de Costa Rica     |  | Costa Rica | 2018        |
|  |  | Gimnasia de Jujuy                    |  | Argentina  | 2019 - 2020 |

## Palmarés

### Como jugador

#### Campeonatos nacionales
| Título           | Club                 | País      | Año    |
| ---------------- | -------------------- | --------- | ------ |
| Primera División | C.A. Vélez Sarsfield | Argentina | A-1995 |
| Primera División | C.A. Vélez Sarsfield | Argentina | C-1996 |

#### Campeonatos internacionales
| Título                 | Club                 | Lugar     | Año  |
| ---------------------- | -------------------- | --------- | ---- |
| Copa Intercontinental  | C.A. Vélez Sarsfield | Japón     | 1994 |
| Copa Interamericana    | C.A. Vélez Sarsfield | Argentina | 1996 |
| Supercopa Sudamericana | C.A. Vélez Sarsfield | Argentina | 1996 |
| Recopa Sudamericana    | C.A. Vélez Sarsfield | Japón     | 1997 |